# Criptomonedă
Criptomonedă sau criptovalută (din engleză CryptoCurrency) este un tip de monedă digitală, virtuală, o monedă surogat, nebancară, folosită ca mijloc de plată (ex: Bitcoin, Ethereum, Litecoin, Dogecoin, Monero).
Denumirea de criptomonedă arată că acest mijloc de plată utilizează criptografia și este descentralizat pentru a controla tranzacțiile și a preveni dubla cheltuială, o problemă curentă pentru monedele digitale. Criptomonedele au propriul blockchain separat, de sine stătător.
Deseori se face greșeala ca moneda virtuală (criptomoneda) să fie considerată o monedă electronică. Conform legii, aceasta nu este o monedă electronică. Astfel, în România, art. 4 lit. f din Legea 127/2011 privind activitatea de emitere de monedă electronică, definește moneda electronică ca fiind „o valoare monetară stocată electronic, inclusiv magnetic, reprezentând o creanță asupra emitentului, emisă la primirea fondurilor în scopul efectuării de operațiuni de plată și care este acceptată de o persoană, alta decât emitentul de monedă electronică”.Pe scurt, moneda electronică este varianta electronică a bancnotelor și monedelor, care se poate stoca pe un dispozitiv de plată electronic (e-money). Acesta este folosit, de regulă, pentru a face plăți electronice de mică valoare.
Plafonul pieței de criptare a fost proiectat să atingă până în 2007 un nivel de 1-2 trilioane de dolari.
Termenul token se referă la orice criptomonedă care nu are propriul blockchain, în schimb funcționează pe un blockchain existent, cel mai popular fiind platforma Ethereum. Exemple de token sunt Tether (USDT), USD Coin (USDC), Maker, DAI, Basic Attention Token (BAT). Acestea sunt token-uri ERC20. Au fost create și blockchain-uri pentru token-uri, foarte populare fiind Binance Smart Chain (BSC) cu token-uri BEP20, Elron Gold, Cardano, Solana, Polkadot, Polygon.

## Caracteristici

### Proof-of-work
Criptomonedele folosesc protocoale proof-of-work pe bază de algoritmi de hashing. Cele mai utilizate se bazează pe algoritmul SHA-256, introdus de Bitcoin, și scrypt, cel mai utilizat, având cel puțin 480 de implementări confirmate. Alți algoritmi care sunt folosiți pentru proof-of-work includ CryptoNight, Blake, X11 și combinații.
| Algoritm                    | Monedă | Caracteristici |
| --------------------------- | --- | --- |
| SHA-256*                    | Bitcoin, Mastercoin, MazaCoin, Namecoin, NuBits, Peercoin, BitcoinDark, Scotcoin, Nubits, CarpeDiem, Paccoin, Tigercoin, Mazacoin, eMark, Titcoin, Neoscoin, Saffroncoin, Curecoin, Zetacoin, Acoin, TEKcoin, Unobtanium, Blakecoin, Reikicoin, Ixcoin, Bytecoin | Algoritm de criptare care a câștigat popularitate după ce a fost utilizat de bitcoin. Este nevoie de șase până la zece minute pentru a crea un bloc. |
| Scrypt                      | Auroracoin, Coinye, Synereo, Syscoin,GameCredits, Dogecoin, Litecoin, Potcoin, Starcoin, Teslacoin, Nucoin,Topcoin, Pesetacoin, Smartcoin, Xivra, Zedcoin, Stockcoin, Foxcoin, Worldcoin, Reddcoin                                                               | Utilizat în special pentru Litecoin, este un algoritm sigur la atacuri hardware. Viteza de a crea blocuri într-un blockchain este de aproximativ 30 de secunde. |
| Neoscrypt*                  | Goa, Innova, CrowdCoin, Coin2Fly, GBX, Desire, Vivo, Trezar, Airi | Algoritm utilizat pentru Masternodes. Este frecvent indicat ca fiind rezistent ASIC. |
| Ethash*                     | Ethereum, Ethereum Classic, Krypton, Shift, Expanse, Ubiq, Pirl, Musicoin, QuarkChain | Conceput special pentru mineritul Ethereum, se bazează pe algoritmii Dagger-Hashimoto. |
| Equihash*                   | Zcash, Bitcoin Gold, Komodo, Zclassic, ZenCash, Bitcoin Private, Horizen | Prima monedă care a folosit Equihash a fost Zcash. Crearea blocurilor durează 150 de secunde. |
| Lyra2z*                     | Zcoin, Fine Art, Taler, CriptoReal, OneManCoin, Gincoin, Alpenschilling, Pyro, Slate | Cunoscut la lansarea Zcoin, rezistent ASIC și NiceHash. |
| Nist5*                      | Bulwark, FXCore, Ethereumfuture, Electra, Coinonat, Virta Unique Coin, NamoCoin, RG Coin, Vites | Algoritm cunoscut datorită monedei Bulwark. |
| Xevan*                      | BitSend, Solaris, NanuCoin, Northern, Ellerium, Elliotcoin, Xhimera, Krait | Combinație de algoritm dual X17 cu anteturi de 128 biți. A fost utilizat mai întâi de BitSend și cunoscut prin criptomoneda Solaris. Rezistent la ASIC, stabil și eficient din punct de vedere energetic. |
| X16R/X16S*                  | Ravencoin, Pigeoncoin, ProtonCoin, CryptoRescue, Reden, Motion | Algoritm recent creat prin criptomoneda Ravencoin, are particularitatea de a comuta între 16 algoritmi diferiți în timpul exploatării. |
| C11*                        | Chaincoin, Dixicoin, Bithold, Kingston, Stipend, IntermodalCoin, Jolt Gas, Axs | Utilizează 11 algoritmi diferiți care sunt înlănțuiți împreună. Chaincoin a fost prima criptomonedă care a introdus și folosit algoritmul C11. |
| Scrypt Adaptive-N           | Vertcoin, Execoin, Parallaxcoin, SiliconValleycoin, GPUcoin, CzechCrownCoin | Este un algoritm Scrypt care se bazează pe Adaptive N-Factor în care N este memoria necesară pentru a finaliza noi funcții de hash. A fost dezvoltat pentru Litecoin. |
| Scrypt-Jane (Scrypt-Chacha) | Yacoin, Ultracoin, Velocitycoin | |
| X11                         | Dash, Crevacoin, Cryptcoin, Fuelcoin, Startcoin, Crevacoin, Adzcoin, Influxcoin, Cannabiscoin, Darkcoin, Hirocoin, X11coin, Smartcoin, Goldblocks, Hatch | Sunt utilizate unsprezece funcții în loc de o singură funcție, oferind un grad ridicat de siguranță. X11 a fost creat special pentru mineritul Dash. |
| X13                         | Bitcoin Diamond, Stratis, Cloakcoin, Sherlockcoin, Boostcoin, Ambercoin, Navcoin, QiBuck, Networkcoin, Marucoin, X13coin | Se bazează pe X11 clasic și constă din 13 funcții diferite de hash pentru o rezistență sporită la monedelor cu ASIC. |
| X15                         | X15Coin, BitBlock, EverGreenCoin, Kobocoin, Halcyon, Firecoin | Algoritm care folosește 15 funcții hash diferite ceea ce face algoritmul X15 foarte rezistent la atacuri. |
| Groestl                     | Groestlcoin, Securecoin, Myriad-Groestl | Folosește același S-box ca cel din AES. Autorii susțin obținerea de viteze de până la 21,4 cicluri octet pe un Intel Core 2 Duo. |
| Quark                       | BitQuark, Diamondcoin, Animecoin | Funcție hash simplă, bazată pe un singur nivel de securitate și pe o construcție burete, pentru a minimaliza cerințele de memorie. |
| Qubit                       | Geocoin, DGB-Qubit, Myriad-Qubit | |
| NeoScrypt                   | Feathercoin, Phoenixcoin, Orbitcoin, UFOcoin | NeoScrypt este un descendent al algoritmului Scrypt original. Principalele caracteristici sunt volumul de acumulare a premiilor și viteza tranzacțiilor. Recompensa medie pentru un bloc este de 60-90 de monede. |
| SHA-3 (Keccak)              | Maxcoin,Slothcoin, Cryptometh, NexusNiro | Keccak este o familie de funcții hash care se bazează pe construcția de tip burete și adoptată ca algoritmul hash al NIST pentru SHA-3. În Keccak blocurile de mesaje sunt XOR-ed într-un subset al stării, care este apoi transformat ca un întreg. În versiunea utilizată în SHA-3, starea constă într-o matrice de 5 × 5 cuvinte pe 64 de biți, în total 1600 de biți. |
| Blake-256                   | Dirac, Electron, BlakeBitcoin, Blakecoin, Photon | Se bazează pe cifrul fluxului ChaCha. Folosește cuvinte pe 32 de biți și produce dimensiuni de rezoluție de 256 biți. |
| CryptoNight*                | Monero, DigitalNote, Aeon, CryptoNoteCoin, Bytecoin, Electroneum, Sumokoin, Karbowanec | A devenit cunoscut în primul rând pentru criptomoneda Monero. Generarea blocurilor durează aproximativ 60 de secunde. |
| Lyra2REv2                   | Vertcoin, Monacoin, Rupee, Straks, Verge, Shield, Galactrum | Algoritm revoluționar pentru moneda Vertcoin. |
| Chacha                      | Ultracoin | Familie de cifre de flux bazată pe Salsa20 recomandate pentru aplicații în care viteza este mai importantă decât securitatea. |

*  recomandat pentru cardurile video Nvidia.

### Portofele digitale
Un portofel digital de criptomonede este, în general, echivalentul unui cont bancar: permite primirea de criptomonede, stocarea și trimiterea către alte conturi. Portofelele stochează parola privată necesară pentru a accesa adresa bitcoin.  
Fiecare utilizator instalează o aplicație software, care este un fișier portofel digital, pe calculator sau pe telefonul mobil, sau de pe o pagină web. Portofelele web sunt cea mai comună formă de portofele digitale și sunt disponibile pe mai multe platforme de schimb criptografic. Acestea sunt accesibile printr-un browser. Exemple de portofele web sunt MetaMask și Trust Wallet. Cu aceste portofele digitale, utilizatorul poate să trimită sau să primească criptomonede de la alți utilizatori.
Portofelele digitale pot fi dedicate pentru o singură criptomonedă (exemple: Bitcoin, Etherium,
Ripple, Litecoin), sau pot fi multimonede (Coinomi, CoinSpot, CoinVault, Cryptonator multi-cryptocurrency wallet, Exodus, Gatehub, Holy Transaction, Jaxx Wallet, UberPay Wallet, AnCrypto Wallet.

### Portofele hardware

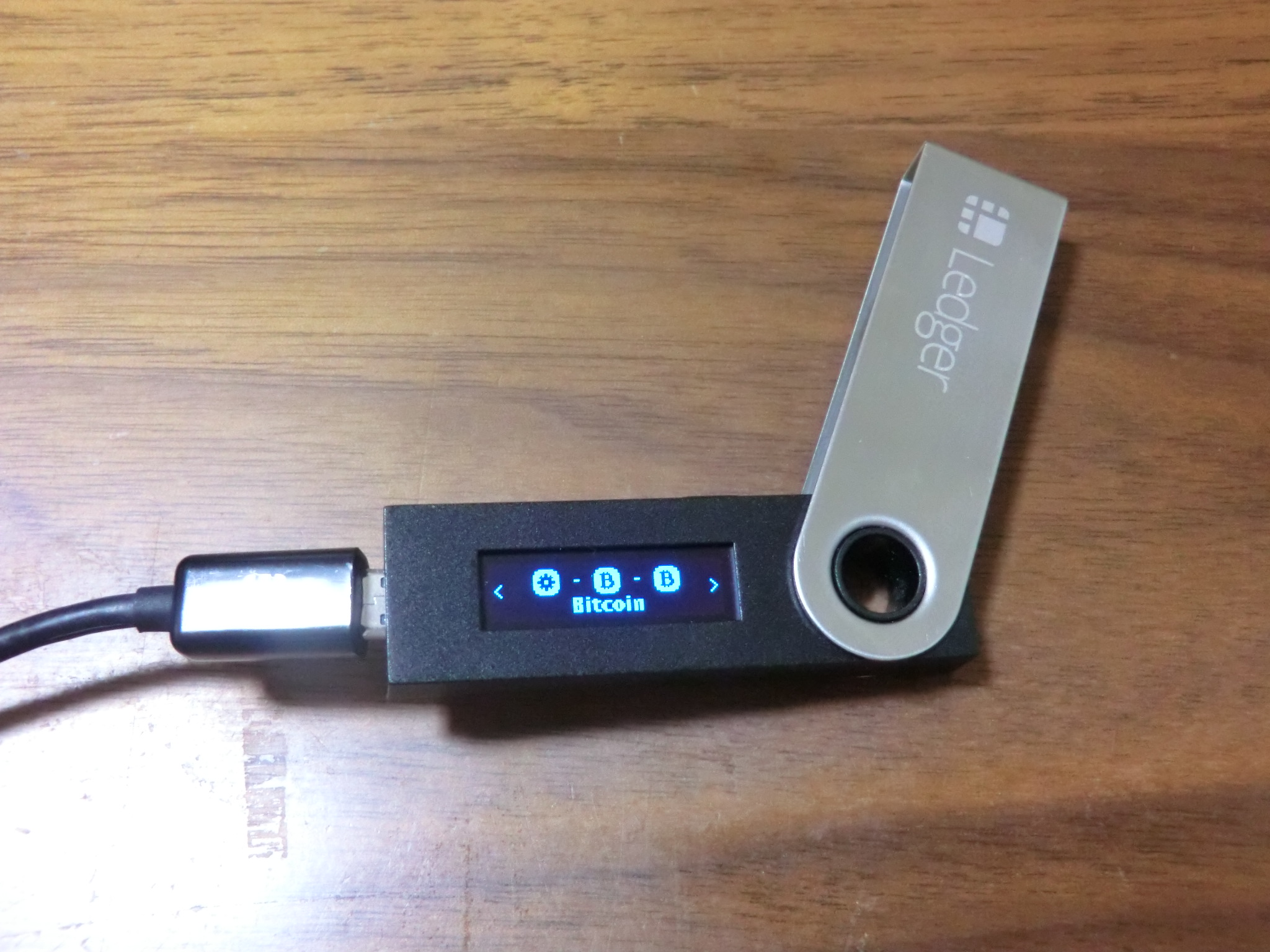
Portofel hardware Ledger Nano S

Portofelele hardware reprezintă cel mai sigur mod de a stoca banii criptografici. Sunt dispozitive care se conectează la computerul, laptopul, tableta sau smartphone-ul tău. Ulterior, tu inițiezi o tranzacție utilizând un program de pe telefon, computer sau laptop, în timp ce procesarea tranzacției se efectuează pe portofelul hardware cu ajutorul unui cip/procesor complet izolat.
Acest lucru face ca un portofel hardware să fie la fel de sigur ca orice altă metodă de stocare de tip „cold storage” (nu comunică în mod direct cu internetul), un exemplu „banal” fiind un portofel de hârtie. Totuși, un portofel hardware este în același timp aproape la fel de comod de utilizat în viața de zi cu zi ca un portofel online (o aplicație de pe calculator sau telefon). Portofelele hardware sunt accesibile doar offline și vin în dispozitive hardware care arată ca niște stickuri USB. Exemple de aceste portofele includ Ledger Nano X și Trezor Model T. Sunt ușor de utilizat, fiind și cele mai sigure de pe piața de astăzi.

### Tranzacții
Tranzacțiile în criptomonede sunt protejate cu ajutorul criptografiei între portofele virtuale. Fiecare portofel virtual va primi o „cheie privată” care rezultă în urma criptografiei. Această cheie privată împiedică modificarea tranzacției de altă persoană, acest lucru făcând ca tranzacțiile să fie extrem de sigure.

Tranzacțiile se fac pe baza unei adrese alfanumerice sub forma unui string de genul 1FfmbHfnpaZjKFvyi1okTjJJusN455paPH derivat din porțiunea publică a uneia sau a mai multor perechi de chei criptografice generate gratuit. O cheie criptografică reprezintă un algoritm care necesită două chei individuale, una secretă și una publică, legate prin algoritm. Pentru a beneficia de criptomonedele trimise către o adresă, utilizatorul trimite un mesaj, semnat digital, cu plata împreună cu cheia privată asociată.
Schimbul atomic (atomic swap) sau tranzacționarea între blockchainuri sunt tranzacții descentralizate între doi utilizatori de criptomonede diferite care pot fi executate instantaneu fără a fi nevoie de servicii terțe de tranzacționare. Schimbul atomic este o tehnologie de contract smart. Schimburile atomice folosesc contracte Hash Time-Locked (HTLC) și necesită existența canalelor de plată interconectate între blockchainurile de tranzacționare. Aceasta se face prin rețeaua Lightning Network.

### Minerit

Lanț de blocuri

Criptomoneda poate fi cumpărată, dar și creată. Procesul de creare a monedei se numește „minerit”. Participanții în rețea sunt cunoscuți sub numele de mineri (engleză: miners). Aceștia verifică, datează tranzacțiile și le distribuie într-o bază de date publică, numită blockchain (lanț de blocuri). Există noduri specializate care validează tranzacțiile și blocurile și le conectează între punctele tranzacției. 

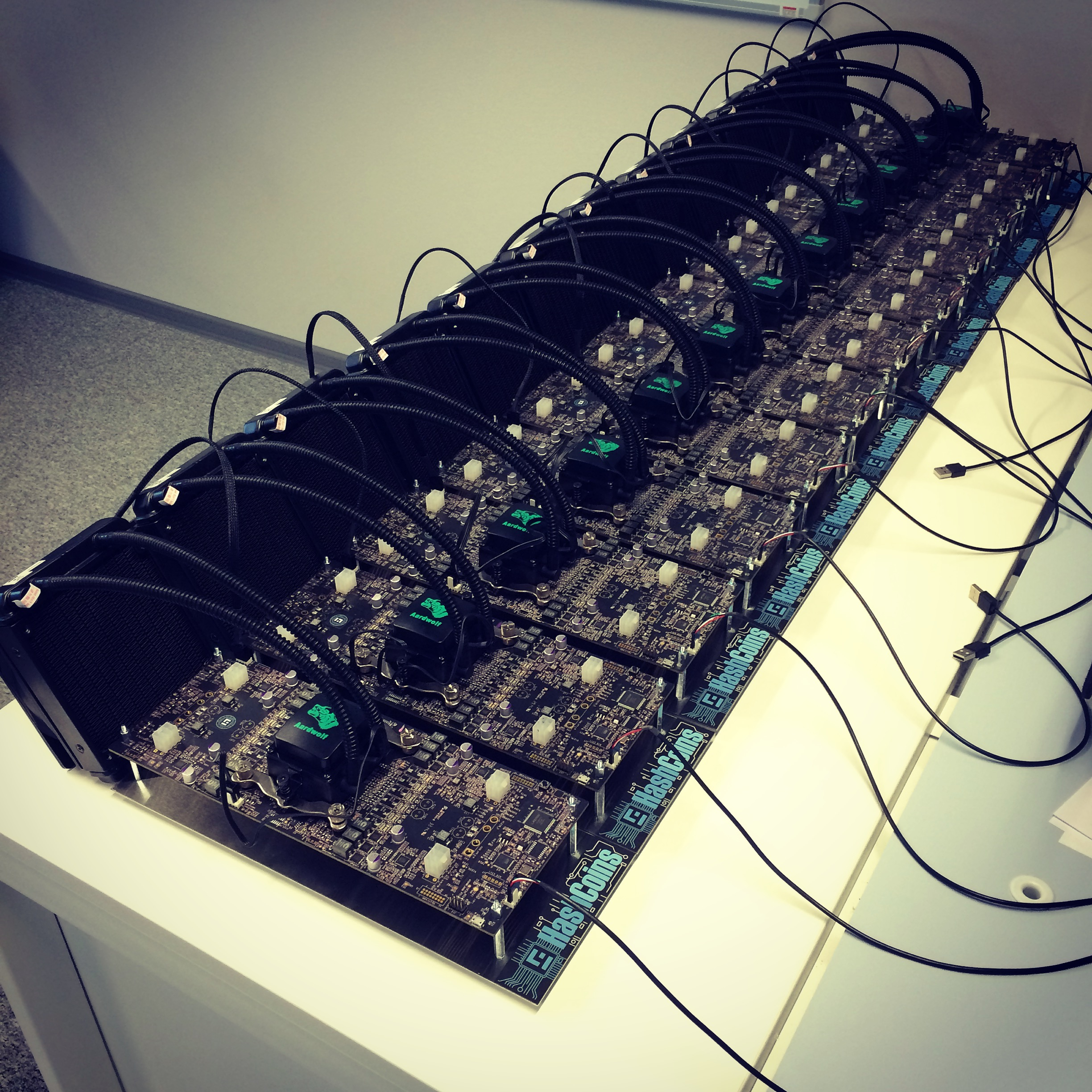
Hardware HashCoins

Operațiunea de minerit este deosebit de complexă și este foarte dificil de realizat pe cont propriu, de un singur utilizator. Astfel, s-au dezvoltat grupuri de mineri, numite mining pools. Un grup de mineri își combină puterea de procesare pentru rezolvarea algoritmilor producători de criptomonede.  Mineritul reprezintă o afacere pentru unii, dar asta depinde de regiunea geografică în care este situată respectiva unitate de minerit. Randamentul și profitul unei astfel de afaceri se calculează, în principal, în funcție de legile regiunii și costul electricității. 

#### Hardware
Criptomonedele noi sunt generate folosind hardware specializat (rig-uri) ASIC, FPGA sau prin folosirea CPU, plăcii video  și a puterii de calcul a sistemelor PC pentru operațiunea de mining . 
Minarea cu ASIC

Sunt dezvoltate mai multe sisteme dedicate pentru mineritul de criptomonede. Aceste dispozitive se numesc ASIC (Application Specific Integrated Circuit) și reprezintă niște circuite integrate cu cipuri programate în mod permanent și cu o aplicație integrată în cipurile respective. Hardware-ul ASIC este creat special pentru tipul de monedă pe care o extrage (un ASIC Bitcoin este, practic, lipsit de valoare pentru mineritul de Litecoin și invers). Când este necesară o actualizare a echipamentului, aceasta implică înlocuirea întregului ASIC. Deoarece ASIC nu are alt scop decât să extragă o anumită monedă, produsul devine în mare parte inutil după lansarea unei versiuni actualizate. Aceasta înseamnă că orice modificare a strategiei companiei sau a mineritului va necesita o investiție în hardware nou. În mod similar, atunci când este lansată o nouă versiune ASIC pentru o monedă, actualizarea hardware necesară poate fi extrem de costisitoare. Din acest motiv, durata de viață a unui ASIC este relativ scurtă în comparație cu GPU-urile. În schimb, un ASIC oferă cel mai mare hashrat pentru moneda pe care o extrage și de asemenea, un consum de energie mai eficient, rezultând o profitabilitate mai mare. 

Companii populare ce oferă instalații de minerit tip ASIC sunt  Avalon Asics, Butterfly Labs, Bitmain, Canaan și Ebang. 

Spre deosebire de ASIC, FPGA (Field Programmable Gate Array) permite trecerea de la exploatarea unui tip de monedă la extragerea unui alt tip. În plus, FPGA folosește doar 300-350 de wați, iar viteza de minerit este, de asemenea, superioară față de cea a unui rig ASIC.
Minarea cu GPU

Minarea cu GPU utilizează unități de procesare grafică (GPU) aflate în plăcile video pentru rezolvarea unui hash criptografic. GPU-urile pot fi utilizate pentru a extrage o varietate de monede digitale diferite. Cu un GPU nu se poate mina Bitcoin direct, trebuie minate criptomonede alternative și schimbate cu Bitcoin. 

GPU-urile pentru minare sunt mai puțin puternice deci mai puțin eficiente decât ASIC-urile și sunt, de obicei, de dimensiuni mai mari.
Exemple: 
- NVIDIA GeForce RTX 3060 Ti
- NVIDIA GeForce RTX 2070
- AMD Radeon RX 5700 XT
- NVIDIA GeForce RTX 3090
- AMD Radeon RX 580
- NVIDIA GeForce GTX 1660 SUPER[26][27].

Minarea cu CPU

Minarea CPU este un proces care utilizează nucleele unei unități centrale de procesare (CPU) pentru a verifica tranzacțiile pe blockchain și pentru a extrage criptomonede. Rentabilitatea mineritului cu CPU a fost redusă semnificativ, cele mai populare criptomonede sunt exploatate în prezent cu GPU și ASIC. Pentru majoritatea criptomonedelor principale, minarea cu CPU nu este rentabilă. În prezent, Monero este cea mai populară monedă extrasă cu CPU.
Un procesor de server este mai productiv decât un CPU obișnuit, deoarece este conceput pentru a funcționa în condițiile centrelor de date și cu o încărcare de rețea mare.
Există două tipuri de minerit cu CPU:
- Minerit individual pe un procesor, criptomoneda este exploatată folosind propriile resurse ale computerului
- Minerit în mining pool, mai mulți mineri își combină CPU-rile pentru a mina mai eficient. Aceasta este mai productivă decât extragerea individuală, deoarece sunt șanse mai mari de extragerea unui bloc.

Minarea cu CPU este posibilă prin criptomonede care acceptă algoritmii SHA-256, X11, Ethash, Scrypt, Equihash, CryptoNote și CryptoNight.
Exemple:
- AMD Ryzen Threadripper 3960X
- AMD EPYC 7742
- AMD Ryzen 5 3600
- AMD Ryzen Threadripper 3970X
- AMD Ryzen 5 3600X
- Intel Core i5-7600K
- AMD Ryzen Threadripper 1950X
- Intel premium G4560
- AMD Ryzen 3 3100
- AMD RYZEN 9 3950X[30][31]

Software

În timp ce procesul de minerit în sine este făcut de hardware, este nevoie de software special pentru a conecta minerii la blockchain și mining pool. Software-ul poate să ruleze pe aproape orice sistem de operare, cum ar fi Windows, Linux sau Mac OS X. Windows are un suport excelent atât pentru GPU-urile Nvidia, cât și pentru cele AMD. Linux funcționează cu aproape fiecare arhitectură GPU modernă. Driverele pentru Nvidia și AMD sunt disponibile pe scară largă, mai multe opțiuni software de minerit acceptă Linux, iar majoritatea distribuțiilor Linux funcționează. De asemenea, MacOS are un suport robust atât pentru GPU-urile Nvidia, cât și pentru cele AMD. Programul transmite informații și rezultate către miner, dar și monitorizează statisticile generale cum ar fi temperatura, hashrate-ul, viteza ventilatorului, viteza medie a minerului etc.

### Anonimitate
Majoritatea criptomonedelor de pe piață nu sunt cu adevărat anonime așa cum au fost proiectate. Pentru bitcoin, proprietarii de bitcoin nu sunt identificabili, dar toate tranzacțiile primite și ieșite în termeni de adrese sunt pseudonime fiind disponibile public în blockchain. 
Criptomonedele anonime sunt sisteme de plată peer-to-peer cu propria unitate de plată internă, menite să asigure confidențialitatea completă a tranzacțiilor financiare prin protocoale criptografice care complică semnificativ sau fac imposibilă auditarea datelor din rețea. Principalele monede de confidențialitate sunt Zcash, Monero, Dash, DeepOnion. 

## Avantaje și dezavantaje

### Avantaje
- este un sistem descentralizat, nu există o autoritate centrală, cum ar fi o bancă centrală
- datele personale despre utilizatori sunt ascunse
- se poate crea o copie de rezervă criptată a monedei virtuale
- plata  se poate face fără ca datele personale să fie asociate cu tranzacția
- utilizatorii au în permanență controlul tranzacțiilor
- transfer foarte rapid oriunde în lume
- nu există limită de sumă pentru transferuri
- comisioane variabile

### Dezavantaje
- utilizare redusă
- volatilitatea din cauza faptului că moneda este în cantitate limitată, iar valoarea ei este dată de cerere și ofertă
- ireversibilitatea tranzacțiilor, anularea fiind imposibilă
- interdicția utilizării anumitor criptomonede în unele țări
- distribuția neuniformă a criptomonedei între primii utilizatori și cei actuali
- necesită un înalt nivel de securitate
- nu toți comercianții acceptă cripomoneda ca metodă de plată.
- din cauza naturii anonime a criptomonedelor, acestea pot fi utilizate în mediile criminale pentru a facilita plățile, de exemplu comerțul cu droguri sau cu arme.

## Criptomonede
Există circa 9000 de criptomonede  disponibile pentru comerțul pe piețele online, dar numai aproximativ 20 dintre acestea au avut capitalizări de piață de peste 10 milioane USD.  
 Dar nu toate criptomonedele sunt la fel. Există tokeni digitali, care se folosesc precum jetoanele, ca un mijloc pentru a intermedia achiziționarea unui serviciu, sau înlesnirea acestuia, și monede digitale, care sunt menite să înlocuiască banii pe care îi folosim cu toții, precum USD, Euro, etc. 

Capitalizări de piață ale criptomonedelor

| Monedă           | Cod   | Data înființării | Fondator                      | Funcție hash     | Pagină web                                                        |
| ---------------- | ----- | ---------------- | ----------------------------- | ---------------- | ----------------------------------------------------------------- |
| Bitcoin          | BTC   | 2009             | Satoshi Nakamoto              | SHA256           | bitcoin.org                                                       |
| Ethereum         | ETH   | 2013             | Vitalik Buterin               | Dagger Hashimoto | ethereum.org                                                      |
| Bytecoin         | BCN   | 2012             | Bytecoin Core Team            | CryptoNight      | bytecoin.org                                                      |
| Ripple           | XRP   | 2012             | Chris Larsen / Jed McCaleb    | ECDSA            | ripple.com                                                        |
| Litecoin         | LTC   | 2011             | Charles Lee                   | Scrypt           | litecoin.org                                                      |
| Monero           | XMR   | 2014             | Monero Core Team              | CryptoNight      | getmonero.org                                                     |
| Ethereum Classic | ETC   | 2015             | Vitalik Buterin               | Dagger-Hashimoto | ethereum.org                                                      |
| Dash             | DASH  | 2014             | Evan Duffield / Kyle Hagan    | X11              | dash.org                                                          |
| MaidSafeCoin     | MAID  | 2014             | David Irvine                  |                  | maidsafe.net                                                      |
| Nano             | Nano  | 2015             | Colin LeMahieu                |                  | https://nano.org                                                  |
| Augur            | REP   | 2014             | augurproject                  | Smart contract   | augur.net                                                         |
| Steemit          | STEEM | 2016             | steemit                       | SHA-256          | steemit.com                                                       |
| NEM              | XEM   | 2015             | NemProject                    | blockchain       | nem.io                                                            |
| Iconomi          | ICN   | 2015             |                               | Smart contract   | iconomi.net                                                       |
| Factom           | FCT   | 2014             | Paul Snow                     |                  | factom.org                                                        |
| Waves            | WAVES | 2016             |                               | blockchain       | wavesplatform.com                                                 |
| Golem            | GNT   |                  |                               |                  | https://golem.network/                                            |
| Dogecoin         | DOGE  | 2013             | Jackson Palmer / Billy Markus | Scrypt           | dogecoin.com                                                      |
| Zcash            | ZEC   | 2016             | Zooko Wilcox                  | Equihash         | https://z.cash                                                    |
| DigixDAO         | DGD   | 2015             |                               | Smart contract   | https://digix.io Arhivat în 2 februarie 2017, la Wayback Machine. |
| Ardor            | ARDR  |                  |                               |                  | ardorplatform.org                                                 |
| Stellar Lumens   | XLM   | 2014             | Jed McCaleb                   |                  | stellar.org                                                       |
| Lisk             | LSK   | 2016             | Max Kordek                    | DPOS             | lisk.io                                                           |
| Tether           | USDT  | 2014             |                               | blockchain       | tether.to                                                         |
| ShadowCash       | SDC   | 2014             | sdcoin                        | Scrypt           | shadowproject.io                                                  |
| GameCredits      | GAME  | 2014             | Sergey Sholom                 | Scrypt           | gamecredits.com                                                   |
| Pirate Chain     | ARRR  | 2018             | Pirate Team                   | Equihash         | https://pirate.black                                              |

## Criptomonede naționale
Criptomonedele naționale sunt o formă digitală de bani fiduciari. Mai multe țări au apelat la lansarea propriilor criptomonede naționale, sau planifică emiterea propriilor criptomonede:
- China: Digital Currency Electronic Payment (DCEP)
- Dubai, (EAU): Emcash
- Estonia: Estcoin
- Insulele Marshall:  Sovereign (SOV)
- Iran: Crypto-rial
- Japonia: J-Coin
- Marea Britanie: RSCoin
- Portugalia: CryptoEscudo
- România: 
  - GRAT
  - Roncoin Arhivat în 14 mai 2021, la Wayback Machine. [43]
  - EGLD Arhivat în 14 mai 2021, la Wayback Machine. [44]
- Rusia: CryptoRuble
- Suedia: E-Krona
- Tunisia: e-Dinar
- Turcia: Turkcoin
- Venezuela: Petro
- West African Economic and Monetary Union (UEMOA): eCFA [45][46]

Banca Centrală Europeană (BCE) a anunțat recent că urmărește posibilitatea emiterii unei variante electronice la Euro, numită digital euro. 

## Fraude
Activitățile infracționale legate de criptomonede se concentrează în general în jurul furtului de capital, a utilizării agenților software pentru minerit (cryptojacking)și a sponsorizării de activități ilicite sau teroriste cu ajutorul criptomonedelor. Anumite țări consideră că utilizarea acestora în activități de pariere este ilegală, iar unele guverne încearcă să le controleze pentru a diminua activitatea infracțională, pentru a proteja consumatorii și pentru a avea un control asupra capitalului. 

### Scamcoins
Scamcoins sunt criptomonede care au fost create doar pentru obținerea unui câștig rapid de către dezvoltatorii lor. Acestea pot fi clone ale unor monede exitente sau sunt extrase prin procedee de preminare și instaminare.  Prin preminare mai mult de jumătate din recompensele de bloc revin dezvoltatorului, iar prin instaminare, o cantitate disproporționată de monede sunt generate la lansare. Astfel de monede nu sunt produse printr-un algoritm, ci sunt distribuite înainte de a fi listate pe piețele de criptomonede printr-o schemă Ponzi. Scamcoins mai sunt numite și criptomonede moarte sau cripto zombi. Exemple de scamcoins sunt Bitconnect, OneCoin, Phoenixcoin, Bitbar, Mincoin Arhivat în 18 mai 2021, la Wayback Machine., Goldcoin etc.
Alte criterii prin care o criptomonedă este considerată scamcoin sunt:
- moneda este abandonată de dezvoltatori (fără actualizare pe canalele oficiale și sociale) pentru mai mult de 6 luni
- site-ul oficial nu mai este prezent pe web
- moneda nu mai este prezentă în tranzacționări
- mineritul nu este eficient din cauza blocării blockchain-ului.[55][56]

## Reglementarea juridică în diverse țări

### România
În România, veniturile din criptomonede sunt impozitate conform art. 13 și art. 14 din Legea 227/2015 din Codul Fiscal.
În luna octombrie 2024 s-a introdus un amendament în Codul Fiscal care prevede impozit 0% pentru tranzacțiile cu criptomonede pana la data de 31 Iulie 2025.
In urma sedintei din 13 martie 2025, Guvernul Romaniei a adoptat o ordonanta de urgenta care modifica legea 129/2019 si reglementeaza tranzactiile cu criptomonede, cat si tipurile de entitati care pot efectua tranzactii cu criptomonede in Romania in acord cu reglementarile europene prevazute de Regulamentul (UE) 2023/1113.
În august 2025, în România, veniturile obținute din tranzacționare cripto sunt impozitate cu o cotă de 10% aplicată profitului obținut. Există propuneri de majorare a acestei cote la 16%, pentru a o alinia cu impozitul standard pe profit, conform unor analize și inițiative legislative recente.

## Legături externe
- Roncoin: Prima criptomonedă care oferă paritate 1 la 1 cu leul românesc
- Se schimbă lumea: primul operator de plăți bitcoin licențiat în UE. Japonia recunoaște monedele virtuale ca similare cu banii